# Іст-Альто-Боніто (Техас)
Іст-Альто-Боніто (англ. East Alto Bonito) — переписна місцевість (CDP) в США, в окрузі Старр штату Техас. Населення — 905 осіб (2020).

## Географія
Іст-Альто-Боніто розташований за координатами 26°18′8″ пн. ш. 98°38′9″ зх. д. / 26.30222° пн. ш. 98.63583° зх. д. (26.302275, -98.635768).  За даними Бюро перепису населення США в 2010 році переписна місцевість мала площу 0,29 км², уся площа — суходіл.

## Демографія
Згідно з переписом 2010 року, у переписній місцевості мешкали 824 особи в 190 домогосподарствах у складі 186 родин. Густота населення становила 2835 осіб/км².  Було 204 помешкання (702/км²).
Расовий склад населення:
| - 98,3 % — білих - 1,7 % — осіб інших рас |

До двох чи більше рас належало 0,0 %. Частка іспаномовних становила 99,9 % від усіх жителів.
За віковим діапазоном населення розподілялося таким чином: 42,6 % — особи молодші 18 років, 54,1 % — особи у віці 18—64 років, 3,3 % — особи у віці 65 років та старші. Медіана віку мешканця становила 22,0 року. На 100 осіб жіночої статі у переписній місцевості припадало 90,7 чоловіків;  на 100 жінок у віці від 18 років та старших — 87,0 чоловіків також старших 18 років.
За межею бідності перебувало 35,4 % осіб, у тому числі 27,5 % дітей у віці до 18 років та 0,0 % осіб у віці 65 років та старших.
Цивільне працевлаштоване населення становило 339 осіб. Основні галузі зайнятості: освіта, охорона здоров'я та соціальна допомога — 41,3 %, роздрібна торгівля — 16,2 %, транспорт — 11,8 %, науковці, спеціалісти, менеджери — 9,4 %.